# Pterotracheidae
Pterotracheidae is een familie van weekdieren uit de klasse van de Gastropoda (slakken).

## Geslachten
- Firoloida Lesueur, 1817
- Pterotrachea Forsskål in Niebuhr, 1775